# Myrmarachne paviei
Myrmarachne paviei là một loài nhện trong họ Salticidae.
Loài này thuộc chi Myrmarachne. Myrmarachne paviei được Eugène Simon miêu tả năm 1886.